# Abel Ferrara
Abel Ferrara (* 19. července 1951) je americký filmový režisér a scenárista.
Narodil se v Bronxu do rodiny italského a irského původu. Počátkem sedmdesátých let natočil několik krátkých filmů, jeho prvním celovečerním snímkem je pornografický film 9 Lives of a Wet Pussy (1976), který natočil pod pseudonymem. Další film, The Driller Killer, natočil v roce 1979 a sám v něm ztvárnil hlavní roli. V jeho dalším filmu, Ms .45 (1981), ztvárnila hlavní roli Zoë Tamerlis, hrající němou ženu mstící se za znásilnění. Mezi jeho další filmy patří například Fear City (1984), China Girl (1987), Bad Lieutenant (1992, spoluautorka scénáře: Zoë Tamerlis), New Rose Hotel (1998), Pasolini (2014), Tommaso (2019) a Siberia (2019). Jeho filmy jsou často provokativní a kontroverzní, mj. kvůli zobrazování násilí. Mezi často obsazované herce v jeho filmech patří Willem Dafoe a Christopher Walken. Natočil videoklipy pro Mylène Farmerovou a kapelu Ben Folds Five.
Po teroristických útocích v září 2001 se usadil v Itálii; jedním z důvodů bylo i snazší sehnání financí na filmy v Evropě než v USA.